# Lijst van personen geboren in Padua

Wapenschild van de stad Padua

Dit is een chronologische lijst van personen geboren in de stad Padua, een stad in de Noord-Italiaanse regio Veneto. De naam in het Italiaans is Padova.

## Geboren in Padua

### Voor 1500
- Titus Livius (ca. 59 v.Chr.), Romeins geschiedschrijver
- Thrasea Paetus (??-66), stoïcijns filosoof
- Lovato Lovati (circa 1240-1309), rechter, dichter en latinist
- Marsilius van Padua (ca. 1280-1342/1443), filosoof
- Marsilio da Carrara (1294-1338), heer van Padua
- Niccolo da Carrara (eind 13e eeuw - 1344), lid van het Huis da Carrara en rivaal van Marsilio, zijn neef
- Ubertino da Carrara (begin 14e eeuw - 1345), heer van Padua
- Jacopino da Carrara (begin 14e eeuw - 1372), co-heer van Padua samen met Francesco I da Carrara
- Bartolomeo Uliari (circa 1320-1396), bisschop van Ancona, bisschop van Florence, kardinaal en pauselijk legaat
- Frans I van Carrara (1325-1393), heer van Padua
- Fina Buzzaccarini (1328-1378), mecenas
- Stephanus van Carrara (circa 1375-10 juli 1449), onder meer bisschop van Padua
- Frans III van Carrara (1377-1406), condottiero
- Gigliola da Carrara (1382-1416), markiezin-gemalin van Ferrara, Modena en Reggio
- Giovanni Antonio Requesta (1481-1528) bijgenaamd Corona, kunstschilder
- Vittore Trincavelli (1489-1563)

### 1500–1599
- Andrea Palladio (1508-1580), architect uit de renaissance
- Annibale Padovano (1527-1575), componist
- Ercole Sassonia (1551-1607), hoogleraar geneeskunde
- Giovanni Antonio Magini (1555-1617), wiskundige en astronoom
- Alessandro Varotari (1588–1649), barokschilder
- Pietro Marchetti (1589-1673), hoogleraar chirurgie en anatomie van de universiteit van Padua

### 1600–1699
- Lucrezia Dondi dall’Orologio (1610-1654), markiezin-gemalin Obizzi, vermoorde edeldame
- Sertorio Orsato (1617-1678), hoogleraar fysica aan de universiteit van Padua, classicus-filosoof
- Carlo de'Dottori (1618-1686), dichter, toneelschrijver, stadsbestuurder in Padua
- Domenico Marchetti (1626-1688), hoogleraar chirurgie en anatomie van de universiteit van Padua
- Felice Viali (1637-1722), medicus en hoogleraar botanica aan de universiteit van Padua
- Antonio Marchetti (1640-1730), hoogleraar chirurgie en anatomie van de universiteit van Padua
- Dario Varotari de Jongere (circa 1650-eind 17e eeuw), medicus, kunstschilder, graveur en dichter
- Antonio Zacco (1654-1723), graaf, generaal in het leger van de republiek Venetië
- Bartolomeo Cristofori (1655-1731), muziekinstrumentenbouwer, uitvinder van de piano
- Alessandro Knips Macoppe (1662-1744), hoogleraar geneeskunde aan de universiteit van Padua

### 1700–1799
- Giovanni Rizzi-Zannoni (1736-1814), geograaf
- Francesco Scipione Dondi dall'Orologio (1756-1819), aristocraat en bisschop van Padua
- Giovanni Battista Belzoni (1778-1823), archeoloog

### 1800–1899
- Ippolito Nievo (1831-1861), schrijver (romantiek)
- Napoleone Zanetti (1837-1893), vrijheidsstrijder
- Pasquale Colpi (1841-1922), burgemeester-volksvertegenwoordiger
- Arrigo Boito (1842-1918), componist
- Vittorio Polacco (1859-1926), rector van de universiteit van Padua en senator
- Giovanni Indri (1873-1951), advocaat en senator
- Tullio Levi-Civita (1873-1941), wiskundige
- Giorgio Abetti (1882-1982), zonneastronoom
- Giuseppe Dalla Torre del Tiempo di Sanguinetto (1885-1967), journalist
- Adriano Zanaga (1896-1977), wielrenner

### 1900–1939
- Giuseppe Colombo (1920-1984), wiskundige
- Benedetto de Besi (1926-1944), partizaan
- Leandro Faggin (1933-1970), wielrenner
- Antonio Negri (1933-2023), filosoof
- Claudio Scimone (1934-2018), dirigent

### 1940–1959
- Salvatore Samperi (1944-2009), acteur en filmregisseur
- Alberto Bigon (1947), voetballer en trainer
- Riccardo Patrese (1954), Formule 1-coureur
- Gianfranco Dalla Barba (1957-2024), schermer

### 1960–1969
- Gian Francesco Giudice (1961), theoretisch natuurkundige
- Silvio Martinello (1963), wielrenner
- Riccardo Agostini (1964), autocoureur
- Federico Manca (1969-2025), schaker

### 1970–1979
- Marco Fincato (1970), wielrenner
- Francesco Toldo (1971), voetballer
- Alberto Ongarato (1975), wielrenner
- Giorgio Pantano (1979), autocoureur

### 1980–1989
- Marco Galiazzo (1983), boogschutter
- Daniele Chiffi (1984), voetbalscheidsrechter
- Luca Rossettini (1985), voetballer
- Elena Gemo (1987), zwemster
- Alessandro Fabian (1988), triatleet

### 1990–1999
- Michael Tumi (1990), atleet
- Michael Dalle Stelle (1990), autocoureur
- Iván Castellani (1991), volleyballer